# مذبحة مادجواري مايو 2022
في 25 مايو 2022، هاجم مهاجمون مسلحون يشتبه في أنهم جهاديون منطقة مادجواري الريفية في محافظة كومبينجا في بوركينا فاسو. خلفت المذبحة ما لا يقل عن 50 قتيلاً مدنياً أثناء محاولتهم الفرار من الحصار. وكان هذا هو الهجوم الثالث الذي يقع في مادجواري في مايو 2022، بعد هجوم في 14 مايو أسفر عن مقتل 17 مدنيا وهجوم آخر في 19 مايو قتل فيه 11 جنديًا.